# Moedas de euro estonianas
O Euro (EUR ou €) é a moeda comum para as nações que pertencem à União Europeia e que aderiram à zona Euro. As moedas de euro têm dois lados diferentes: um lado comum, europeu, mostrando o valor da moeda, e um lado nacional, mostrando um desenho escolhido pelo país membro da UE onde a moeda foi cunhada. Cada país membro tem um ou vários desenhos únicos a esse país.
Para visualizar as imagens do lado comum e para ter uma descrição detalhada das moedas, ver moedas de euro.

As moedas de Euro estonianas compartilham a mesma imagem: o mapa da Estônia, desenhado por Lembit Lõhmus. As moedas também apresentam as 12 estrelas da UE, o ano de cunhagem e a palavra estoniana para  Estônia, "Eesti".
A Estónia adoptou o euro como sua moeda oficial em 1 de Janeiro de 2011.
| € 0.01             | € 0.02 | € 0.05        |
| ------------------ | ------ | ------------- |
|                    |        |               |
| O mapa da Estônia. |        |               |
| € 0.10             | € 0.20 | € 0.50        |
|                    |        |               |
| O mapa da Estônia. |        |               |
| € 1.00             | € 2.00 | € 2 (rebordo) |
|                    |        |               |
| O mapa da Estônia. |        |               |